# Estación de Nänikon-Greifensee
La estación de Nänikon-Greifensee es una estación ferroviaria de la comuna suiza de Greifensee, en el Cantón de Zúrich.

## Historia y Situación
La estación se encuentra ubicada en la zona norte del núcleo urbano de Greifensee, y al suroeste de la localidad de Nänikon. Fue inaugurada en 1856 con la apertura del tramo Wallisellen - Uster de la línea Wallisellen - Rapperswil. Cuenta con dos andenes laterales, por los que pasan dos vías. Actualmente cuenta con un edificio moderno que sustituye al original.
En términos ferroviarios, la estación se sitúa en la línea Wallisellen - Uster - Wetzikon - Rapperswil, más conocida como Glatthalbahn. Sus dependencias ferroviarias colaterales son la estación de Schwerzenbach, hacia Wallisellen y la estación de Uster en dirección Rapperswil.

## Servicios ferroviarios
Los servicios ferroviarios de esta estación están prestados por SBB-CFF-FFS:

### S-Bahn Zúrich
La estación está integrada dentro de la red de trenes de cercanías S-Bahn Zúrich, y en la que efectúan parada los trenes de varias líneas pertenecientes a S-Bahn Zúrich:
- S 9 Schaffhausen – Rafz – Zúrich HB – Stettbach – Uster
- S 14 Affoltern am Albis – Altstetten – Zúrich HB – Oerlikon – Wallisellen – Hinwil
- S N5 Bülach – Zúrich HB – Uster - Rapperswil – Pfäffikon SZ